# Irene Clarin
Irene Clarin (Monaco di Baviera, 16 maggio 1955) è un'attrice tedesca.

## Filmografia
- Zurück, wo ich begann
- Eine Frau bleibt eine Frau
- Ab in den Süden
- La moglie... gli uccelli
- Die Krimistunde (tre episodi)
- Zirkuskinder
- Doppelstecker
- Rette mich, wer kann (un episodio)
- Familienschande
- Fridolins Heimkehr
- Pfarrerin Lenau (tredici episodi)
- Der mann ohne schatten
- L'ispettore Derrick (dieci episodi)
- Cymbelin
- Die Rosenheim-Cops (un episodio)
- Hengstparade
- Schloßhotel Orth (un episodio)
- Siska (sei episodi)
- Franzi (un episodio)(un episodio)
- SOKO München
- München 7 (un episodio)